# Sassula osmyloides
Sassula osmyloides är en insektsart som först beskrevs av Walker 1857.  Sassula osmyloides ingår i släktet Sassula och familjen Nogodinidae. Inga underarter finns listade i Catalogue of Life.